# محمد عبد المجيد (لاعب كرة قدم)
محمد عبد المجيد (10 فبراير 1993 بمحافظة القاهرة) هو لاعب كرة قدم مصري في مركز الهجوم، يلعب حاليًا لصالح الاتحاد السكندري.
بدأ مسيرته الكروية مع نادي الزمالك، وفي موسم 2013-2014 تم تصعيدة للفريق الأول وشارك مع الفريق في الدورى الممتاز وكأس مصر. حصل على بطولتين مع الزمالك وهما كأس مصر 2013 وكأس مصر 2014. ولكنه انتقل لصفوف الاتحاد السكندري في سبمتمبر 2015.